# Várzea Grande (kommun i Brasilien, Piauí)
Várzea Grande är en kommun i Brasilien.   Den ligger i delstaten Piauí, i den östra delen av landet, 1 200 km nordost om huvudstaden Brasília. Antalet invånare är 4 336.
Omgivningarna runt Várzea Grande är huvudsakligen savann. Runt Várzea Grande är det glesbefolkat, med 11 invånare per kvadratkilometer.